# 程漫
程漫（1976年7月—），女性，土家族，湖南张家界市人，中共党员，中华人民共和国政治人物。

## 生平
程漫曾任张家界市永定区委副书记。因在脱贫攻坚战中作出突出贡献，2021年2月25日全国脱贫攻坚总结表彰大会上，程漫被授予“全国脱贫攻坚先进个人”。
2022年，程漫转任张家界市发改委党组书记、主任。